# Nildo Petrolina
Evanildo Fernandes Gomes, ismertebb nevén Nildo Petrolina (Petrolina, 1986. május 1. –) brazil labdarúgó.